# 3185 Clintford
A 3185 Clintford (ideiglenes jelöléssel 1953 VY1) a Naprendszer kisbolygóövében található aszteroida. Indianai Egyetem fedezte fel 1953. november 11-én.